# 보이니체 동물원
보이니체 동물원(슬로바키아어: Zoologická záhrada Bratislava)은 슬로바키아 보이니체에 있는 동물원이다. 1955년에 설립된 이곳은 슬로바키아의 동물원 중 가장 오래되고 가장 많이 찾는 곳이다.